# Kullens fyr
Kullens fyr ist ein 15 m hoher Leuchtturm in der südschwedischen Provinz Skåne län. Er steht auf der Nordwestspitze der steil abfallenden Erhebung gleichen Namens, dem Kullen, an der nördlichen Öresundmündung in der Gemeinde Höganäs, drei Kilometer nordwestlich der Hafenstadt Mölle. Der Leuchtturm gehört zu den hervorstechendsten Geländemarken der schwedischen Küste und sichert mit seinem extrem hellen (3,43 Millionen Candela) und weitreichenden Licht eines der weltweit befahrensten Gewässer (Kattegat).

## Geschichte
Das Leuchtturmgebäude steht auf einer steil abfallenden Landspitze von 67 m über Meeresniveau, womit es die höchstgelegene Feuerhöhe (78,5 m) ganz Schwedens hat. Es wurde 1898 vom schwedischen Architekt Magnus Dahlander (1862–1951) aus Granit und Ziegeln ähnlich einem Burgturm in konischer Form errichtet. Die Laternenkuppel mit Galerie beherbergt einen 2,55 m durchmessenden rotierenden Linsen-Apparat, der aus drei Fresnel-Scheinwerferlinsen mit einem Gesamtgewicht von sechs Tonnen besteht - eine Konstruktion der französischen Firma Barbier & Barnard (Barbier, Bénard and Turenne (BBT) Company, seit 1901) des Jahres 1900. Zur Lagerung des gesamten Lampe-Linsen-Systems dient ein mit 50 Litern Quecksilber (677 kg) gefüllter Behälter in der Basis, in dem die Lichtanlage schwimmt. Bereits 1907 wurde das anfänglich gasbetriebene System elektrifiziert. Die drei Fresnellinsen rotieren viermal minütlich und liefern somit zwölf Blitze in der Minute. Die 1.000 Watt starke Lampe sendet alle 5 Sekunden einen weißen Blitz mit einer Reichweite von 27,6 Seemeilen (51 km) aus (stärkstes Leuchtfeuer ganz Skandinaviens). Seit 1979 wird der Leuchtturm automatisiert betrieben und von der schwedischen Marineverwaltung in Norrköping ferngesteuert und überwacht. Dennoch gibt es als Besonderheit immer noch einen Leuchtfeuerwärter. Zusätzlich verfügt der Leuchtturm über ein Nebelhorn, das bei schlechter Sicht alle 30 Sekunden zweimal ertönt. Die Ruf-Kennung des Leuchtturms ist „7S7KUL“. Seit 1935 steht der Leuchtturm als Byggnadsminne unter Denkmalschutz und wurde 2017 zusammen mit weiteren 7 schwedischen Leuchttürmen zu staatlichen Baudenkmälern erklärt.
Seit annähernd achthundert Jahren (möglicherweise auch früher) ist die Erhebung mit einem Leuchtfeuer besetzt. Das erste modernerer Art stammt aus dem Jahr 1561, initiiert durch König Friedrich II. von Dänemark, dem Begründer des modernen Leuchtturmwesens. Dem berühmten dänischen Astronomen Tycho Brahe wurde im Jahre 1577 der Leuchtturm von Falsterbo als Lehen übertragen.
Neben dem Leuchtturm befindet sich ein Sender für das Differential Global Positioning System.